# قائمة المدارس الفلسفية
هذه قائمة بأشهر المدارس الفلسفية مرتبة حسب الترتيب الأبجدي:

## ا
- الإباحية
- الإبيقورية
- الأخلاقية الواجبة
- أخلاقيات الفضيلة Virtue ethics
- الاختزالية
- الإريترية Eretrian school
- الإسكندرية اليونانية
- الإسلامية
- الأسماء School of Names
- الاسمية Nominalism
- الإشراقية
- الإصلاحية
- الأفلاطونية
- الأفلاطونية المحدثة
- الإلحادية
- الإلوهية
- الانبثاقية
- الفلسفة النسوية Feminist philosophy
- الإنسانية
- الأوراسية Eurasianism
- الإيلية
- الأيونية

## ب
- البراغماتية
- بعد إنسانية
- البنيوية

## ت
- التاريخية Historicism
- التجريبية
- التحليلية
- التفكيكية
- المدرسة التقليدية Traditionalist School
- التعددية Pluralism
- التمتعية
- التنويرية
- التوماوية

## ث
- الثيوصوفية

## ج
- الجمالية Aestheticism

## ح
- الحدسية Intuitionism
- حلقة فيينا Vienna Circle
- الحيوية

## خ
- الخلقية
- الخيالية Fictionalism

## ذ
- الذاتوية
- الذرية

## ر
- الرأسمالية
- الربوبية
- الرشدية
- الرواقية
- الروحانية Spiritualism
- الرومانسية

## س
- سالامنكا School of Salamanca
- السفسطة

## ش
- الشخصانية
- الشرعوية Legalism
- الشكوكية

## ط
- الطاوية
- الطمأنينة Quietism

## ظ
- الظاهراتية

## ع
- العبثية
- العدمية
- العقلانية
- العملية Praxis School
- العملياتية Process philosophy

## ف
- فرانكفورت
- الفيثاغورية
- الفيضية Emanationism

## ق
- القارية Continental philosophy
- القورينية Cyrenaics

## ك
- الكانطية Kantianism
- الكانطية الجديدة
- الكلاسيكية
- كلاسيكية فايمار Weimar Classicism
- الكلانية
- الكلبية
- الكونفشيوسية
- كيوتو Kyoto School

## ل
- اللاأدرية
- اللاسلطوية
- اللاوضعية Antipositivism
- لفيف-وارسو Lwów–Warsaw school

## م
- ما بعد الحداثة
- ما قبل سقراط
- المادية
- المادية الإقصائية Eliminative materialism
- المادية الجدلية
- الماركسية
- المثالية
- المثالية الألمانية German idealism
- المدرسية
- المشائية
- الموضوعية
- الميغارية Megarian school

## ن
- النسبية الثقافية
- النفعية

## ه
- الهلنستية
- هيغلية

## و
- الواقعية
- الوجودية
- الوضعية
- الوضعية المنطقية